# Floscopa mannii
Floscopa mannii är en himmelsblomsväxtart som beskrevs av Charles Baron Clarke. Floscopa mannii ingår i släktet Floscopa och familjen himmelsblomsväxter. IUCN kategoriserar arten globalt som starkt hotad. Inga underarter finns listade.